# 徳林寺 (愛知県大口町)
徳林寺（とくりんじ）は、愛知県丹羽郡大口町にある臨済宗妙心寺派の寺院。山号は大龍山。

## 由緒
武芸の達人であった福富新蔵が退治した山姥が、余野村（現在の大口町余野）に住む小池与八郎の妻だったことから与八郎が供養のため建立した。その後二代目与八郎が母の菩提を弔うため空母山徳蓮寺と名付けた。後に山号寺号は現在のものに改称された。文明元年（1469年）、織田広近が再興した。文明7年（1475年）、広近によって建立された中門が現在も残っている。また、山門は犬山城の第一黒門であったものを、1876年（明治9年）に移築したものである。

## 文化財
大口町指定文化財
- 山門 - 犬山城第一黒門より移築
- 中門 - 1475年、織田広近が建立

## ギャラリー

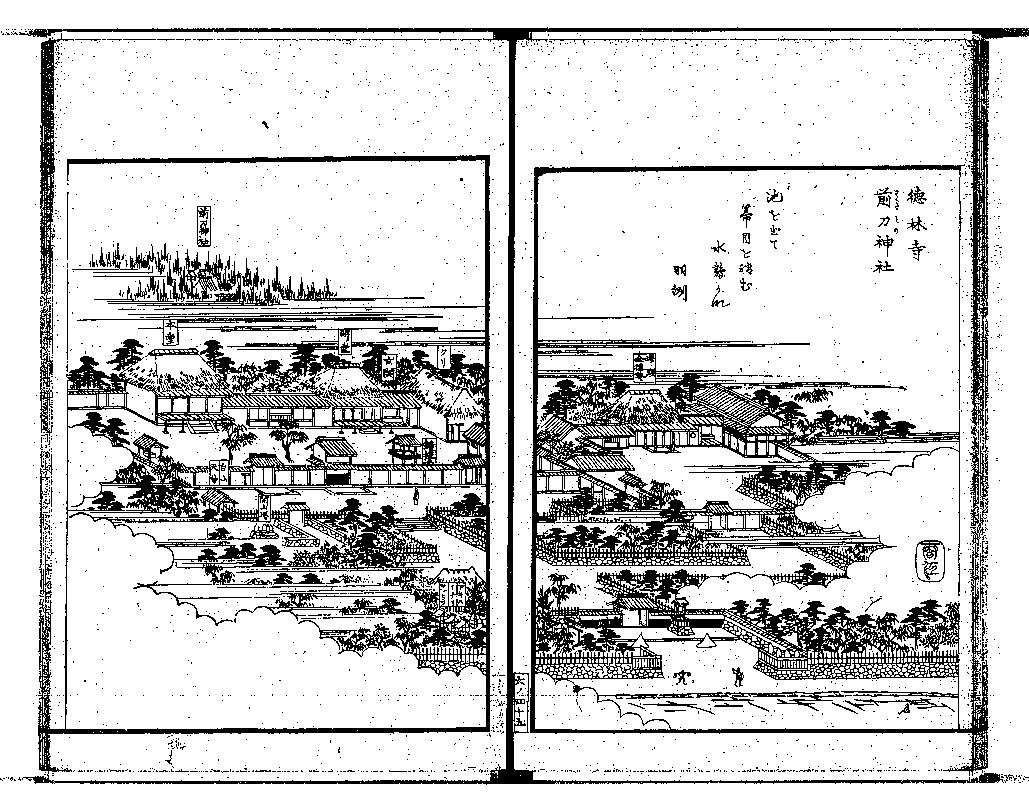
かつての徳林寺（『尾張名所図会. 後編巻6　丹羽郡』より「徳林寺」）
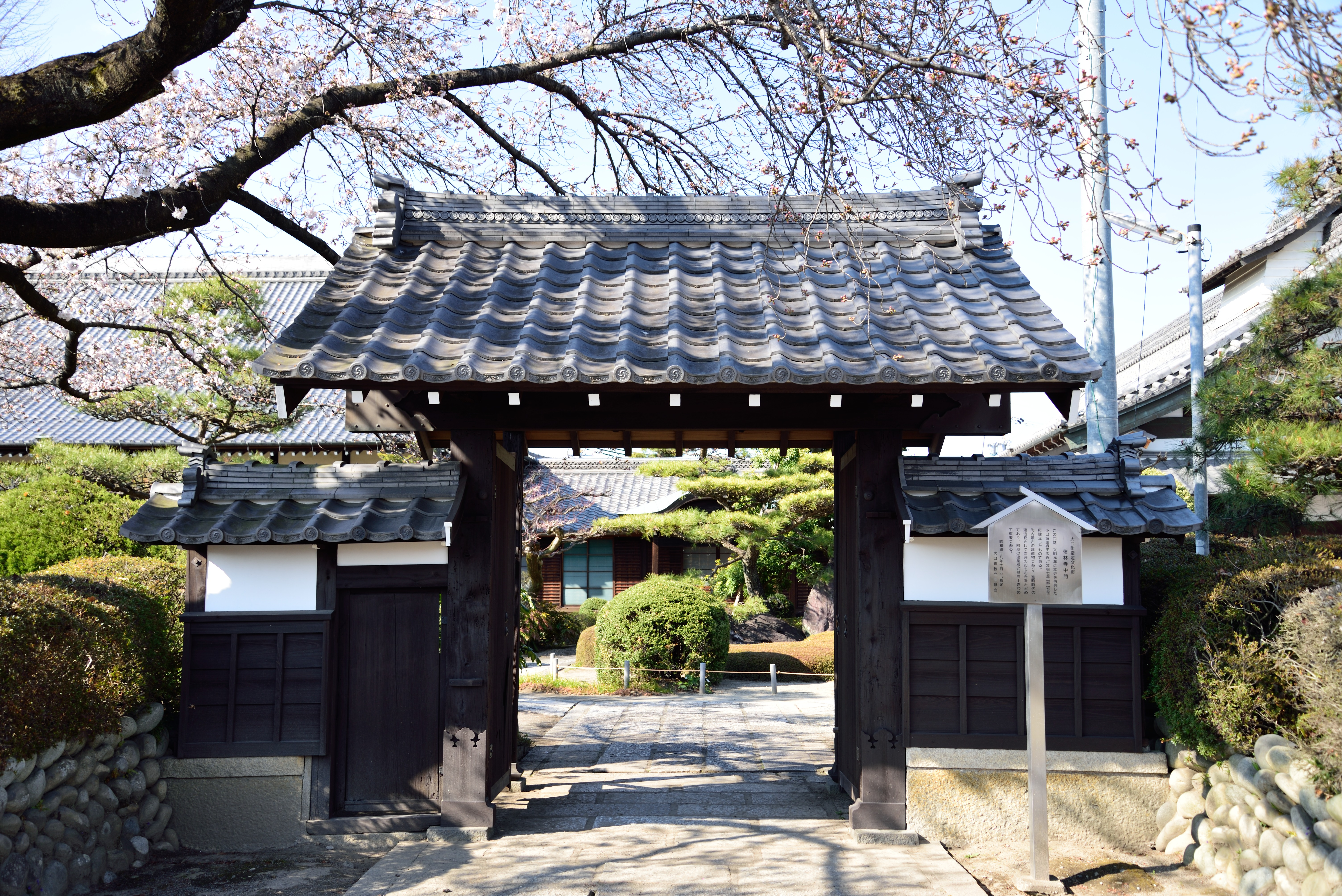
中門
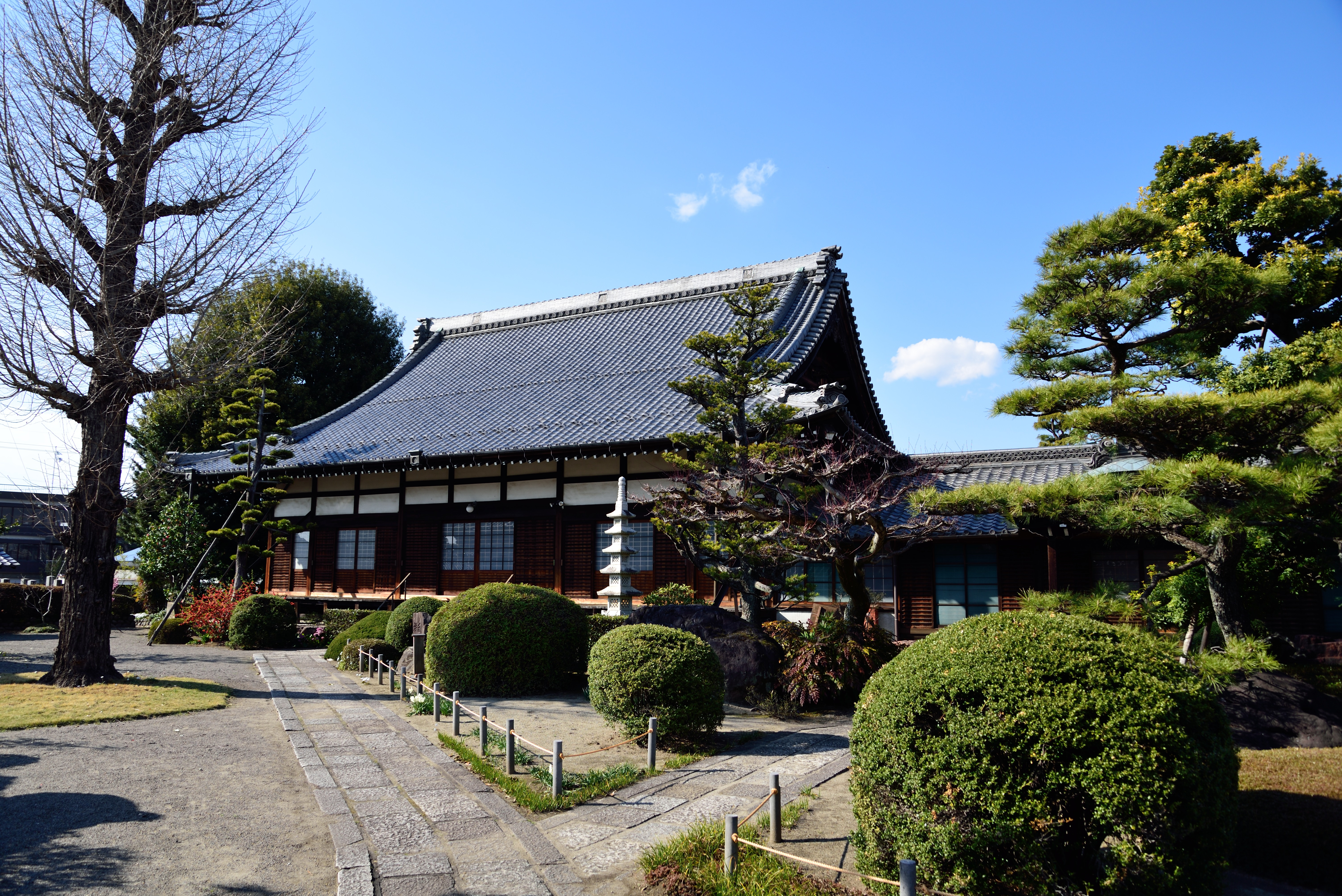
本堂

## 所在地
- 愛知県丹羽郡大口町余野2丁目201